# Сборная США по хоккею с мячом
Сборная США по хоккею с мячом — представляет Соединённые Штаты Америки на международных соревнованиях по хоккею с мячом.

## История
Американская ассоциация бенди вступила в Федерацию международного бенди 11 февраля 1981 года. Сборная США была основана в 1983 году. Первый официальный матч команды состоялся 5 ноября 1983 года. Соперником была сборная Норвегии (1:6).
Команда участвует в чемпионатах мира с 1985 года, в группе А. Лучший результат — 5-е место по результатам ряда чемпионатов мира по хоккею с мячом, начиная с 1985 года.
В 1991, 1993 и 1995 годах команда выходила из группы Б в четвертьфинал, где уступала. В 1995 году в США (штат Миннесота) впервые прошёл чемпионат мира по хоккею с мячом.
В 1997 году сборная выигрывает группу Б, уступает сборной Норвегии в стыковых матчах, но всё равно включается в группу А на следующий чемпионат мира, где занимает последнее место в элитной группе, однако, вновь остаётся в числе сильнейших.
В 2001 году американцы занимают предпоследнее место в группе А, но вылетают в группу Б, вновь уступив сборной Норвегии в стыковых матчах. Через два года первое место в группе Б выигрывают уже белорусы.
В 2004 году в Швеции сборная США опережает по очкам Белоруссию в группе Б и, выиграв у них стыковой матч, возвращается в группу А. Год спустя они вновь оказываются на последнем месте в группе сильнейших, уступают белорусам в стыковом матче и меняются с ними местами.
С 2006 года американцы регулярно побеждают в группе Б, но с той же регулярностью проигрывают в стыковых матчах сборной Белоруссии.
На чемпионатах мира 2010, 2011 и 2012 годов выступала в группе А. По результатам чемпионата 2012 года вылетела в группу Б.
Победив в турнире группы Б на чемпионате мира 2013 года, вновь получила право на чемпионате мира 2014 года играть в группе А.
На чемпионате мира 2018 года американские хоккеисты финишировали пятыми.

## Главные тренеры
| Главный тренер | Период работы |
| -------------- | ------------- |
| Магнус Сколд   | 1985          |
| Гуннар Фаст    | 1986—1988     |
| Тим Рот        | 1988—1989     |
| Магнус Сколд   | 1989—1993     |
| Хокан Алмстрем | 1993—1999     |
| Крис Миддлбрук | 1999—2005     |
| Крис Холден    | 2005—2008     |
| Крис Миддлбрук | 2008—2012     |
| Крис Холден    | 2012 — н. в.  |

## Состав
Состав на чемпионате мира 2015 года.
| Номер | Игрок              | Позиция      | Дата рождения | Рост | Вес | Клуб                 |
| ----- | ------------------ | ------------ | ------------- | ---- | --- | -------------------- |
| 2     | Дэвид Плант        | Защитник     | 28.09.1984    | 186  | 80  | Дулут Динамо         |
| 3     | Джонатан Кесели    | Полузащитник | 29.08.1984    | 183  | 72  | Динкитаун Дюкс       |
| 8     | Ричард Хейни       | Полузащитник | 28.05.1965    | 180  | 72  | Дулут Динамо         |
| 9     | Эндрю Кнутсон      | Полузащитник | 04.12.1988    | 183  | 78  | Миннеаполис Бандолир |
| 14    | Скотт Аранделл     | Полузащитник | 03.09.1986    | 186  | 86  | Динкитаун Дюкс       |
| 19    | Майкл Кармен       | Полузащитник | 14.04.1988    | 183  | 82  | Миссисипи Моджо      |
| 20    | Дерек Меландер     | Вратарь      | 09.01.1987    | 182  | 78  | Миссисипи Моджо      |
| 21    | Дэрен Ричардссон   | Полузащитник | 08.10.1982    | 177  | 74  | Йёнчёпинг            |
| 22    | Грегори Олсон      | Полузащитник | 12.04.1986    | 180  | 68  | Динкитаун Дюкс       |
| 26    | Уайатт Вентцель    | Защитник     | 18.10.1991    | 178  | 70  | Эябю                 |
| 43    | Питер Кнутсон      | Защитник     | 25.09.1991    | 180  | 66  | Миннеаполис Бандолир |
| 50    | Александер Эслесен | Вратарь      | 09.03.1992    | 183  | 84  | Миссисипи Моджо      |
| 52    | Джейкоб Блючер     | Полузащитник | 06.04.1990    | 182  | 74  | УНИК                 |
| 59    | Кевин Браун        | Нападающий   | 18.09.1992    | 174  | 70  | Бурленге             |
| 71    | Микаэль Ликтиг     | Нападающий   | 04.05.1987    | 183  | 82  | Динкитаун Дюкс       |
| 77    | Бретт Столпестад   | Нападающий   | 19.08.1991    | 182  | 68  | Миннеаполис Бандолир |
| 85    | Эндрю Хоган        | Полузащитник | 12.11.1985    | 178  | 66  | Миссисипи Моджо      |

## Результаты
| Год  | Место (Участников) |
| ---- | ------------------ |
| 1985 | 5-е место (5)      |
| 1987 | 5-е место (5)      |
| 1989 | 5-е место (5)      |
| 1991 | 5-е место (8)      |
| 1993 | 5-е место (8)      |
| 1995 | 6-е место (8)      |
| 1997 | 6-е место (9)      |
| 1999 | 6-е место (6)      |
| 2001 | 6-е место (7)      |
| 2003 | 7-е место (9)      |
| 2004 | 6-е место (11)     |
| 2005 | 6-е место (11)     |
| 2006 | 7-е место (12)     |
| 2007 | 7-е место (12)     |
| 2008 | 7-е место (13)     |
| 2009 | 7-е место (13)     |
| 2010 | 6-е место (11)     |
| 2011 | 6-е место (11)     |
| 2012 | 6-е место (14)     |
| 2013 | 7-е место (14)     |
| 2014 | 6-е место (17)     |
| 2015 | 8-е место (17)     |
| 2016 | 7-е место (18)     |
| 2017 | 6-е место (18)     |
| 2018 | 5-е место (16)     |
| 2019 | 6-е место (20)     |
| 2023 | 5-е место (11)     |
| 2025 | 4-е место (10)     |